# Schutwijk
Schutwijk is een buurtschap aan de gelijknamige wijk en weg. Het ligt in de gemeente Emmen. Het ligt ten zuidwesten van het dorp Klazienaveen en ten westen van Barger-Oosterveen. Schutwijk omvat circa 10 gebouwen.
Schutwijk is vernoemd naar een vaart. 